# اچ‌ام‌اس تارتار (اف۱۳۳)
اچ‌ام‌اس تارتار (اف۱۳۳) (به انگلیسی: HMS Tartar (F133)) یک کشتی است. این کشتی در سال ۱۹۶۰ ساخته شد.